# Éremburge de Mortain
Éremburge de Mortain ou Éremburge de Sicile (en italien : Eremburga di Mortain ou Eremburga di Sicilia), née vers 1060 et morte vers 1088, est une aristocrate normande devenue comtesse de Sicile.

## Biographie
Selon Geoffroi Malaterra, Éremburge est la fille d'un certain Guillaume, comte de Mortain (Eremburga, filia Guillelmi, comitis Mortonensis) ; il pourrait s'agir de Guillaume Guerlenc qui, banni du duché de Normandie pour avoir comploté contre le duc Guillaume, s'était exilé en Italie méridionale. On a également attribué sa paternité à Robert d'Eu.
Vers 1077, elle épouse Roger de Hauteville, comte de Sicile.
Éremburge meurt entre 1087 et 1089 ; elle est inhumée dans l'Abbaye Sainte-Trinité de Mileto, en Calabre.

## Descendance
Éremburge et Roger ont au moins huit ou neuf enfants, six ou sept filles et deux fils :
1. Félicie, mariée au roi Coloman de Hongrie ;
2. Godefroi (en), comte de Raguse, lépreux ;
3. Mauger (en), comte de Troina ;
4. Constance (it), mariée au roi d'Italie Conrad de Basse-Lotharingie ;
5. Muriel (it), mariée au noble italo-normand Josbert de Lucy (it) ;
6. Mathilde, mariée au comte Guigues III d'Albon ;
7. Flandrine[6], mariée au noble Henri del Vasto, membre des Aleramici ;
8. Sibylle, mariée au noble Robert de Bourgogne, fils du duc Robert Ier de Bourgogne ;
9. Judith (it), mariée au noble italo-normand Robert de Bassonville (it).